# Valentín Gómez Farías

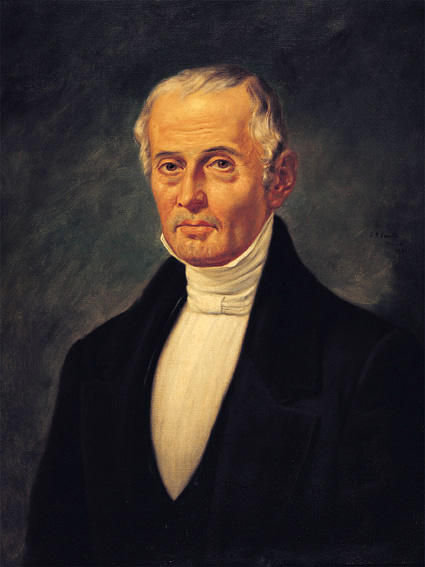
Valentín Gómez Farías

Valentín Gómez Farías (* 14. Februar 1781 in Guadalajara, Mexiko; † 5. Juli 1858 in Mexiko-Stadt) war ein mexikanischer Politiker und mehrmaliger interimistischer Präsident von Mexiko.

## Leben
Gómez Farías wurde am 14. Februar 1781 als Sohn eines spanischen Kaufmanns und einer Kreolin geboren.
1800 war er Schüler des Seminars von Guadalajara und studierte später an der Universität von Guadalajara Medizin. 1807 schloss er sein Studium ab und praktizierte in Aguascalientes.
1812 wurde er zum Abgeordneten für die Cortes von Cádiz gewählt, die die Verfassung von Cádiz erarbeiteten.
1821 bekannte er sich zum Plan von Iguala. Als Abgeordneter für Zacatecas war er einer der bedeutendsten Fürsprecher Agustín de Iturbides und stimmte für dessen Krönung zum Kaiser. Nach der Auflösung des Kongresses durch Iturbide wurde er dessen Gegner und unterstützte den Plan von Casa Mata, der zu Mexikos Umgestaltung in eine föderale Republik führte.
Von 1825 bis 1830 war Gómez Farías als Senator von Jalisco im Amt. Von 2. Februar bis 31. März 1833 war er Sekretär für Auswärtige Beziehungen. Zum Vizepräsidenten gewählt vertrat er den an den Regierungsgeschäften nicht interessierten Antonio López de Santa Anna vom 1. April bis 15. Mai 1833 und nutzte sein Amt, um weitgehende Reformen durchzusetzen.
So wurden, unter anderem, die Ländereien der Nachfahren von Hernán Cortés verstaatlicht, die Missionen in Kalifornien säkularisiert, die Besitzung der philippinischen Missionare beschlagnahmt, die Güter der Missionare von San Camilo versteigert, der Zehnt freiwillig gemacht, die Nationalbibliothek gegründet und der Papst um eine Verringerung der Feiertage gebeten.
Diese Reformen verärgerten die Konservativen, worauf Santa Anna in die Hauptstadt zurückkehrte, die Auflösung des Kongresses provozierte und Gómez Farías ins Exil schickte.
1838 kehrte er zurück und schloss sich der Revolte von José de Urreas an. Nach ihrer Niederschlagung begab er sich in die Vereinigten Staaten. Bei Ausbruch des Mexikanisch-Amerikanischen Krieges kehrte er in seine Heimat zurück und wurde am 24. Dezember 1846, unter der Präsidentschaft Santa Annas, wieder Vizepräsident.
Santa Anna übernahm den Befehl über die im Feld stehende Armee, während Gómez Farías, erneut als interimistischer Präsident und Stellvertreter von Santa Anna, Kirchenbesitz im Wert von 15 Millionen Pesos verstaatlichte, um für den Krieg dringend benötigte Gelder aufzubringen. Die Kirche protestierte und Ende Februar 1847 kam es zu einer Militärrevolte in der Hauptstadt. Santa Anna kehrte am 21. März nach Mexiko zurück, setzte Gómez Farías ab und machte die Verstaatlichung gegen eine Garantie der Kirche über einen Kredit von 1,5 Millionen Pesos rückgängig. Während dieser Vorgänge fand General Winfield Scotts Landung bei Veracruz statt.
Als Abgeordneter war er ein Gegner des Vertrags von Guadalupe Hidalgo.
1852 unterlag er im Präsidentschaftswahlkampf, wurde aber 1855 Präsident der Junta de Representantes, die den Plan von Ayutla verabschiedet. 1856 wurde er Abgeordneter und Präsident des Kongresses, der die Verfassung von 1857 erarbeitete.
Am 5. Juli 1858 verstarb Gómez Farías in Mexiko-Stadt. Die Kirche verweigerte ihm ein christliches Begräbnis und so wurde er auf dem Grundstück seiner Tochter beerdigt. 1933 wurde sein Leichnam in die Rotonda de las Personas Ilustres überführt.
Nach Gómez Farías wurden unter anderem die Gemeinden Gómez Farías (Chihuahua) und Gómez Farías (Jalisco) benannt.